# 名鉄バス名古屋営業所
名鉄バス名古屋営業所（めいてつバスなごやえいぎょうしょ）は、愛知県長久手市にある名鉄バスの営業所。所属略号は名。
なお、2008年（平成20年）7月1日より新設された名鉄バス中部株式会社へ運行管理が委託されていたが、2018年7月1日に同社が名鉄バスへ吸収合併されて直営に戻った。

## 概要
名古屋市東北部から瀬戸市・長久手市・尾張旭市・日進市北部にかけての愛知丘陵北部エリアの路線を受け持つ。
名古屋営業所開設以前、このエリアの路線は瀬戸線・本地ヶ原線・東山線・岩藤線・名商大線など名古屋市内と各地区との拠点間輸送が主で当時名古屋駅前にあった旧名古屋自動車営業所・瀬戸自動車営業所・豊田自動車営業所の3営業所が共管するエリアであり、当時の長久手町には岩作合宿所を設けて深夜滞泊の拠点としていた。しかし地下鉄東山線や鶴舞線・名鉄豊田新線の延伸・開業や名鉄瀬戸線の近代化による輸送力の改善が図られた事、また、交通渋滞の激化により名古屋からの各路線の定時性が保たれなくなってきた事などにより、地下鉄・名鉄各駅からのフィーダー輸送に転換を図る事になり、岩作合宿所を廃止して長久手町横道に新たな営業所を設けここに名古屋自動車営業所を名古屋駅前から移転する形で開設されたのが当営業所である。なお、名古屋駅前の旧名古屋自動車営業所は高速バスの拠点として残り、何回かの組織改編を経て現在は名古屋中央営業所となっている。また瀬戸自動車営業所はしばらく営業所として残り主に瀬戸市・尾張旭市の路線を受けもっていたが、名古屋営業所傘下の瀬戸管理所となり、現在は滞泊のみの瀬戸合宿所となっている。
- 構内に停留所があり、停留所名は「トヨタ博物館前」となっている。名古屋自動車営業所（当時）として開設以来、停留所名は所在地を採って「長久手車庫」であったが、2016年4月以降、停留所名は東に隣接する「トヨタ博物館前」[注釈 1]に変更された。なお、トヨタ博物館へは下車後東に約400m、徒歩で約5分である。
- 愛知高速交通東部丘陵線（リニモ）の長久手古戦場駅 - 芸大通駅間の北側に位置し、車窓から全貌がうかがえる。
- 日進市くるりんばす、長久手市N-バスの運行を受託している。
- 構内には、名鉄自動車整備長久手工場がある。

## 所在地
- 愛知県長久手市深田806（構内に「トヨタ博物館前」停留所あり）

## 沿革
- 1979年7月25日： 当時、現在の名古屋中央営業所が名古屋営業所を名乗っており、移転という形で開設[注釈 2]。
- 1985年4月30日： 名古屋市交通局と基幹バスの共同運行を開始。
- 2000年2月1日： 瀬戸管理所を統合[注釈 3]。
- 2006年： 管内の一部路線の運行を、名鉄西部観光バス瀬戸支店へ委託。
- 2008年7月1日： 運行管理が名鉄バス中部株式会社へ委託された（名鉄西部観光バス委託分含む）。
- 2009年10月1日： JR東海バスの一般路線バス撤退に伴い、同社が瀬戸市内で運行していた路線を引き継ぐ。
- 2018年7月1日： 名鉄バス中部が名鉄バスに吸収合併し、運行管理が直営に戻った。
- 2019年10月1日：系統ナンバリングを導入[1]。

## 現行路線
主に基幹バスや、名古屋市営地下鉄東山線の駅がある星ヶ丘から名古屋市名東区を経て日進市方面、東山線の終端駅がある藤が丘から長久手市・尾張旭市・瀬戸市方面などの一般路線及び、藤が丘からの中部国際空港直行バス、都市間高速バス（名古屋・高針線）を担当している。
【】内は系統番号である。

### 中部国際空港直行バス 藤が丘・空港線
- 【NGO(空港行き)】【FJ(藤が丘行き)】藤が丘 - 《名二環 - 知多半島道路 - 知多横断道路・中部国際空港連絡道路 (セントレアライン) 》 - 中部国際空港〈ノンストップ〉
- 【NGO(空港行き)】愛・地球博記念公園 - 藤が丘 - 《名二環 - 知多半島道路 - 知多横断道路・中部国際空港連絡道路 (セントレアライン) 》 - 中部国際空港
  - 当初は、藤が丘駅 - 中部国際空港間を、東名阪自動車道 - 名古屋高速道路 - 知多半島道路 - 知多横断道路 - 中部国際空港連絡道路経由のノンストップで結んでいたが、その後2011年7月までは「藤が丘駅 - 東名日進 - 東名三好 - 東名豊田 - 東名上郷 - 中部空港」のルートとなっていた。（ただし、毎年10月に行われる、東名高速道路の集中工事期間中は、当初のルートで迂回運転がされた。）藤が丘駅 - 東名上郷相互間の利用は不可だった（必ず、空港で乗降する利用）。この路線は、名鉄バス中部株式会社に完全移管されたが、2018年7月1日に名鉄バスへ吸収合併されて直営に戻った。
  - 2022年11月1日より、長久手市の愛・地球博記念公園内のジブリパークの開業に合わせて、愛・地球博記念公園まで路線を延伸した。休園日は全便藤が丘発着になる。

### 近距離高速バス 名古屋・高針線
- 【100特急】名鉄バスセンター - 《名古屋高速2号東山線》 - 牧の原 - 極楽 - 竹の山南 - 愛知学院大学
- 【101特急】名鉄バスセンター - 《名古屋高速2号東山線》 - 牧の原 - 極楽 - 竹の山南 - 愛知学院大学 - 愛・地球博記念公園(ジブリパーク)
- 【106】名鉄バスセンター - 栄 - 《名古屋高速2号東山線》 - 牧の原 - 極楽 - 香久山 - 南高上 - 愛知学院大学
- 【106】名鉄バスセンター ← 栄 ← 《名古屋高速2号東山線》 ← 牧の原 ← 極楽 ← 香久山 ← 南高上(朝のみ)
- 【109直行】名鉄バスセンター - 愛・地球博記念公園(ジブリパーク)（直行便）
  - 途中、名古屋高速2号東山線を経由する。
  - クローズドドア制で名古屋高速道路を跨ぐ区間の利用のみ可。
  - 2003年名古屋高速2号東山線の高針延伸開業に伴い運行開始、当初は名鉄バスセンター - 香久山 - 南高上と特急の名鉄バスセンター - 愛知学院大学であった。2004年に香久山系統も愛知学院大学まで運行するようになった。
  - 2022年11月1日より、長久手市の愛・地球博記念公園内のジブリパークの開業に合わせて、愛・地球博記念公園まで路線を延伸した。新たに停留所が新設され、名鉄バスセンター - 愛・地球博記念公園まで一部時間帯を除いて、直通で運行される。休園日は101系統は100系統に振り替え、109系統は全区間運休となる。

### 本地ヶ原線
基幹バス
- 【30】名鉄バスセンター - 栄 - 引山 - 三軒家
- 【31】名鉄バスセンター - 栄 - 引山 - 三軒家 - 四軒家 - 藤が丘
- 【32】名鉄バスセンター - 栄 - 引山 - 三軒家 - 四軒家 - 長久手古戦場駅 - トヨタ博物館前
- 【33】名鉄バスセンター - 栄 - 引山 - 三軒家 - 四軒家 - みどりが丘 - 尾張旭駅 - 尾張旭向ヶ丘
- 【34】名鉄バスセンター - 栄 - 引山 - 三軒家 - 四軒家 - 長久手高校北 - 愛知医科大学病院
- 【35】名鉄バスセンター - 栄 - 引山 - 三軒家 - 四軒家 - 本地ヶ原 - 瀬戸口町 - 菱野団地
- 【36】名鉄バスセンター - 栄 - 引山 - 三軒家 - 四軒家 - 本地ヶ原 - 瀬戸市役所南 - 瀬戸駅前

※名古屋中央営業所と共同運行（【30】三軒家、【32】トヨタ博物館前、【34】愛知医科大学病院、【36】瀬戸駅前発着路線のみ）
※栄 - 引山間は、名古屋市営バス・基幹2号系統と共通乗車区間
一般系統（基幹バスの区間短縮・系統分離による系統）
- 【50】藤が丘 - 四軒家 - 本地ヶ原 - 瀬戸市役所南 - 瀬戸駅前
- 【51】瀬戸駅前 - 瀬戸市役所南 - 本地ヶ原 - 愛知医科大学病院
- 【52】藤が丘 - 四軒家 - 愛知医科大学病院 - 本地ヶ原 - 瀬戸市役所南 - 瀬戸駅前

※2017年4月1日より、愛知医科大学病院ロータリーを経由。
- 【10】瀬戸駅前 - 古瀬戸 - 赤津

本地ヶ原線は名鉄バスセンターから愛知県道215号田籾名古屋線（出来町通）・国道363号線を通る系統で、基幹バスになる前は当時の他の名鉄バスセンター発着の系統と同様に白川公園前から伏見町、長者町、東桜通、県庁前の順に停車しており、1985年の基幹バス化より矢場町、栄経由となった。1926年、城東自動車が山口町 - 上野（鍋屋上野） - 岩作 - 瀬戸市京町3丁目で路線を開業したのがルーツ。かつては名鉄バスセンターから赤津まで通し運行する便も多くあったが、2003年に日中の本地止まりと藤が丘～赤津の区間便が設定されて次第に通し運行が少なくなり、2005年10月に名鉄バスセンター発、藤が丘発共に瀬戸駅前止まりとなり運行が分割された。なお、この系統と廃止された瀬戸街道経由の名古屋・瀬戸線は、瀬戸駅前～赤津間を古瀬戸経由で結んでおり、末端ローカルとなった現在も古瀬戸経由は本地ヶ原線を名乗っている。かつては瀬戸線系統が赤津から戸越峠を越え旧藤岡町の御作辻まで運行していた。
2014年4月1日、愛知医科大学病院発着の路線を運行開始。これにより菱野団地・藤が丘発着の便が減便されている。

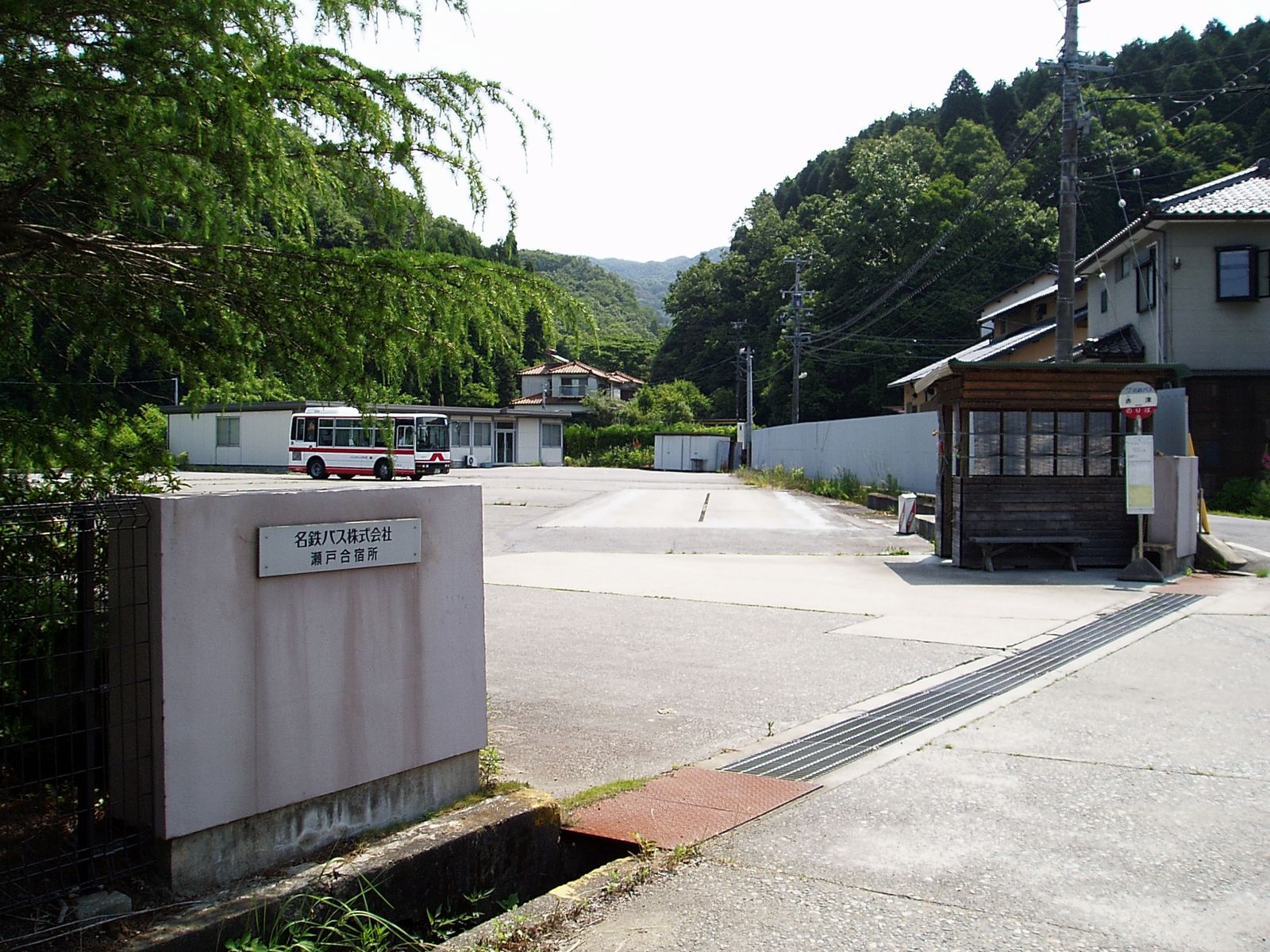
本地ヶ原線・東山線は赤津では瀬戸合宿所（旧・瀬戸営業所）で折り返す

### 東山線
- 【40】藤が丘 - 平和橋 - 岩作 - 本地口 - 赤重 - 菱野団地
- 【41】藤が丘 - 長久手郵便局 - 岩作 - 長久手福祉の家 - 本地口 - 赤重 - 菱野団地
- 【43】藤が丘 - 長久手郵便局 - 岩作 - 熊張 - 本地口 - 赤重 - 瀬戸駅前
- 【44】藤が丘 - 長久手郵便局 - 岩作 - 長久手福祉の家 - 本地口 - 赤重 - 瀬戸駅前
- 【11】瀬戸駅前 - 一里塚 - 赤津
- 【12】瀬戸駅前 - にじの丘学園 - 一里塚 - 赤津
- 【12】にじの丘学園 → 一里塚 → 赤津
- 【13】瀬戸駅前 - にじの丘学園
- 【16】瀬戸駅前 - 陶栄町 - 菱野団地(循環) - 陶栄町 - 瀬戸駅前
- 【16】萩山台北 → 八幡台西 → 陶栄町 → 瀬戸駅前(朝のみ)
- 【16】瀬戸駅前 → 陶栄町 → 八幡台西 → 原山台東(夜のみ)
- 【16H】新瀬戸駅 - 陶生病院 - 瀬戸駅前 - 陶栄町 - 菱野団地(循環) - 陶栄町 - 瀬戸駅前
- 【17H】瀬戸駅前 - 陶栄町 - 菱野団地(循環) - 陶栄町 - 瀬戸駅前 - 陶生病院 - 新瀬戸駅
- 【17H】新瀬戸駅 - 陶生病院 - 瀬戸駅前 - 陶栄町 - 菱野団地(循環) - 陶栄町 - 瀬戸駅前 - 陶生病院 - 新瀬戸駅
- 【18】瀬戸駅前 - 陶栄町 - ( ← 原山台西 ← / → 萩山台北 → 八幡台西 → ) - 陶磁美術館 - 愛・地球博記念公園駅 ※土日祝のみ運行

東山線は長久手市北部から瀬戸市をカバーする路線で、かつては路線名の示す通り名鉄バスセンターを起点として、桜通・広小路通・東山通を通り、岩作を経由し赤津・瀬戸公園（現・陶祖公園）・農業試験場・愛工大へ向かっていた。後に地下鉄東山線の延伸に伴い始発地を星ヶ丘・藤が丘と変えていき、県芸大・青少年公園・菱野団地なども網羅するようになり、現在の路線群となった。
なお、この系統は瀬戸駅前 - 赤津間は一里塚を経由する。
系統番号は40代を藤が丘発、10代を瀬戸駅前発としている。菱野団地循環は終着地で番号を分けて【16】を瀬戸駅前行き、【17】を新瀬戸駅行きとしている。菱野団地循環の新瀬戸駅発着便は元は瀬戸商工会議所経由で運行されていたもので、現行の陶生病院前経由はJR東海バスから路線を譲り受けた時に設定されたものである。かつてはJR東海バスも瀬戸市 - 瀬戸追分 - 菱野団地 - 南山学園方面へ運行していたので、復活した経路とも言える。
2020年4月1日より、瀬戸市立にじの丘学園の開校に伴い、にじの丘学園系統の運行開始。また、新瀬戸駅発着便における陶生病院経由の運行開始。にじの丘学園系統は臨時に増発されることがある。
2021年4月1日より、瀬戸駅前 - 赤津間運行の【11】【12】が瀬戸市春雨町・塩草町をカバーする経路に変更となり、新たに、はるさめ台停留所と塩草町西停留所が新設。

### 岩藤線
- 【70】星ヶ丘 - 梅森坂口 - 岩崎台 - 岩根 - 竹の山北 - 市が洞 - 長久手住宅 - 藤が丘
- 【70】竹の山北 → 市が洞 → 長久手住宅 → 藤が丘 (平日朝1本のみ)
- 【71】星ヶ丘 - 梅森坂口 - 岩崎台 - 岩根
- 【72】星ヶ丘 - 梅森坂口 - 石兼 - 岩崎御岳口 - 岩藤 - 五色園
- 【73】星ヶ丘 - 梅森坂口 - 香久山 - 岩崎御岳口 - 岩藤 - 五色園
- 【73】星ヶ丘 ← 梅森坂口 ← 香久山 ← 岩崎下側　(平日朝のみ)
- 【74】星ヶ丘 - 梅森坂口 - 香久山 - 岩崎御岳口 - 岩藤 - トヨタ博物館前
- 【75】星ヶ丘 → 梅森坂口 → 香久山 → 北高上　(朝のみ)

地下鉄東山線・星ヶ丘駅と日進市北部を結ぶ重要路線。かつては東山線・名商大線と同じ経路で名鉄バスセンターから桜通、東田町からは広小路通・東山通を走って星ヶ丘からは名商大線と共に別れていた。当時は現行の石神経由と梅森経由の2経路であった。
星ヶ丘⇔梅森坂口間は名古屋市営バス幹星丘1号系統と一部を除き経路が重複しているが、共同運行ではないため名鉄バスの定期券で市バスに乗車すること（またはその逆）はできない。
星ヶ丘駅での乗車場所・降車場所は、市バスとは異なりターミナルではなく共に愛知県道60号名古屋長久手線（東山通）に設置された路上停留所である。星ヶ丘三越前の降車停留所に到着したバスは、三越 - 星が丘テラスを回り込むようにして「星ヶ丘」交差点すぐ近くにある乗車停留所に向かう。
72系統はかつて五色園行きの深夜バスが運行されていたが、廃止されている。

### 尾張旭市内線
- 【65】藤が丘 - 長久手住宅 - 砂子 - 長久手古戦場駅 　(平日日中のみ運行)
- 【66】藤が丘 - 長久手住宅 - 砂子 - 長久手古戦場駅 - トヨタ博物館前
- 【67】藤が丘 - 長久手住宅 - 砂子 - トヨタ博物館前（★深夜バスの運行あり)

1978年、鉄道瀬戸線の栄町開業を機にバスの瀬戸線の支線であった森林公園ゴルフ場・旭団地行きの始発地を名鉄バスセンターから藤が丘に付け替えた路線で藤ケ丘からみどりヶ丘経由の旭団地行きと、藤ケ丘から印場経由の森林公園ゴルフ場行きという構成で運行開始。翌1979年の長久手車庫の開設後、出入庫の藤ケ丘 - 長久手車庫が開業している。一時期は志段味スポーツランドや中志段味まで足を延ばす系統もあった。現在では出入庫線のみが残り全く尾張旭市内と関わりの無い系統であるが、かつては長久手車庫から藤が丘をまたいで旭団地まで直通運行する便もあった。廃止された区間はみどりヶ丘経由は基幹バス本地ヶ丘線の尾張旭向ヶ丘系統、印場経由は名古屋市営バスの藤丘12号系統、桜ヶ丘経由は名古屋市営バス志段味巡回系統が代替となっている。
66系統と67系統は長久手古戦場駅前を経由するか否かの違いである。経由便の66系統は藤が丘行きが夕方以降に、トヨタ博物館行きが朝と夕方に運行され、それ以外は非経由便の67系統となる。平日日中のみ、古戦場駅折り返しとなる65系統が運行されている。

### 愛知学院線
- 【60快速】藤が丘 - (直行) - 菖蒲池 - 愛知学院大学西 - 愛知学院大学前
- 【69】藤が丘 - 長久手住宅 - 市が洞 - 名外大・学芸大西 - 愛知学院大学前

菖蒲池経由は、グリーンロード直行で大学の東側に発着していたものを、区画整理による「学院通り」の整備で1980年代中頃に経路変更されたものである。市が洞経由は2012年4月1日より運行開始。
この路線の途中にある菖蒲池と愛知学院大学西バス停は尾張旭市内線も利用可だが、藤が丘 - 菖蒲池において愛知学院線は途中停留所が無く直行である。方向幕は誤乗防止のため、「快速」と表示されている。
大学のスケジュールに絡んで、ダイヤが3種類あるので、各バス停には時刻表、運賃表と共に、運行ダイヤのカレンダーが掲示されている。
元は藤ケ丘から愛知学院大学前までのノンストップ便と、砂子・日進役場前経由の日進駅行き、砂子・岩藤経由の米野木駅行きで構成されていたが、日進駅系統は一旦日進市くるりんバスに移管されたのちに名鉄バスに戻り、後述の日進中央線になっている。米野木系統は1998年に休止（後に廃止）されている。

### 愛知淑徳大学線
- 【68】藤が丘 - 長久手住宅 - 市が洞 - 愛知淑徳大学

2013年4月1日より運行開始。以前は大学が藤が丘とキャンパスを直行する無料のスクールバスを運行していた。大学のスケジュールに絡んで、ダイヤが2種類あるので、各バス停には時刻表、運賃表と共に、運行ダイヤのカレンダーが掲示されている。藤が丘行は途中で経路が異なるため、藤が丘南は経由しない。当路線の開設により、人口増加が著しい長久手市南部へのアクセスの利便性が向上した。

### 愛知医科大学病院線
- 【53】藤が丘 - 四軒家 - 晴丘 - 愛知医科大学病院
- 【54快速】藤が丘 - (直行) - 研究棟前 ( → 本館前 → ) 愛知医科大学病院
- 【55】藤が丘 - 南原山 - 平和橋 - 愛知医科大学病院

2014年4月1日より運行開始。以前は大学が無料のスクールバスを運行していた。大学のスケジュールに絡んで、ダイヤが平日・土曜・休日と3種類設定されている。
- 【85】長久手古戦場駅 - 愛知医科大学病院 - 晴丘 - 尾張旭駅 - 尾張旭向ヶ丘

2017年4月1日より運行開始。晴丘以北の区間は同時に廃止された基幹バスの区間の代替として設定された。

### 日進中央線
- 【80】赤池駅 - 日進市役所 - 竹の山 - 長久手古戦場駅

2017年4月1日より、日進市くるりんばすの路線から、名鉄バス路線に復帰した。2018年1月15日より新たに箕ノ手北停留所が新設される。赤池駅から愛知淑徳大学への通学路線としての役割も担う。概ね毎時1本の運行。前身と呼べるのは長久手車庫 - 砂子 - 日進役場前 - 日進駅の日進・青少年公園線と砂子から長久手住宅経由で藤ケ丘まで向かう愛知学院線の支線であるが、1998年に長久手車庫系統が休止となり、2005年にはリニモ開通に伴い愛知学院線が始発地を藤ケ丘から長久手古戦場駅に変更、2008年には経路を砂子経由から愛知学院前経由に、終点を日進駅から赤池駅に変更する。翌2009年に路線廃止となり、日進市のくるりんばすに移行、香久山経由となり、更に前述の2017年に名鉄バスに再移行して現行の岩崎台経由となった。

### 古戦場シャトルバス
- 長久手古戦場駅 - 愛知学院大学 - 名古屋外国語大学・名古屋学芸大学　※途中ノンストップ

2010年4月よりリニモの利用客増加を図るため、上記3大学と名古屋学芸大学短期大学部の4大学合同で運行されていた無料通学バスを、貸切バスの運賃制度改正により2015年4月より一般路線化したもの。一般路線化により使用車両も高速・貸切用から一般路線用に変更された。一般路線扱いではあるが、路線図には表記されない。運賃は200円均一で、各大学の学生と関係者は現金支払いに限り半額の100円で利用できる。大学のスケジュールに絡んで、ダイヤが2種類あるので、各バス停には時刻表、運賃表と共に、運行ダイヤのカレンダーが掲示されている。また、日祝日は授業日を除き原則運休となる。

### みずの坂線（瀬戸水野（C）線）
- 【25】新瀬戸駅 - 水野団地 - 北みずの坂 - 瀬戸北総合高校前 - 中水野駅
- 【26】陶生病院 - 新瀬戸駅 - 水野団地 - 北みずの坂 - 瀬戸北総合高校前 - 中水野駅

2011年4月1日より運行開始。瀬戸循環線の支線の役割を担っている。JRバス時代より水野団地系統には中水野駅折り返し系統、すみれ台経由曽野稲荷系統、やまて坂循環系統など支線が数々設定されたが、やまて坂循環系統を仕立て直し、2009年にゆとりーとラインみずの坂系統が廃止されて以降、バス路線が消滅していたみずの坂を取り込んで設定された。2020年4月1日より【26】陶生病院発着便の運行開始。

### しなの線（瀬戸北線）
- 【1】新瀬戸駅 - 瀬戸市役所北 - 瀬戸駅前 - 古瀬戸 - しなのバスセンター
- 【1H】新瀬戸駅 - 陶生病院 - 瀬戸駅前 - 古瀬戸 - しなのバスセンター
- 【2】新瀬戸駅 - 瀬戸市役所北 - 瀬戸駅前 - 古瀬戸 - しなのバスセンター - 上品野
- 【2H】新瀬戸駅 - 陶生病院 - 瀬戸駅前 - 古瀬戸 - しなのバスセンター - 上品野
- 【3】瀬戸駅前 - 古瀬戸 - しなのバスセンター - 上品野
- 【4】瀬戸駅前 - 古瀬戸 - しなのバスセンター

国道248号線を通り品野地区を結ぶ路線で、国鉄バス時代には名古屋駅からの直通便や、岩屋堂温泉・多治見駅・上半田川・榎戸・明智駅まで足を伸ばす便も運行されていた。なお、名鉄バスも過去には瀬戸線の一部が品野・岩屋堂温泉まで運行していた事もあるので、復活した経路とも言える。JR東海バス時代の名称は新瀬戸駅が「瀬戸市駅」、陶生病院前が「瀬戸追分」だった。
2011年4月1日より、瀬戸市が品野地区バス乗継拠点として整備したしなのバスセンターに乗り入れを開始した。
2020年4月1日より、陶生病院内バスロータリー供用開始に伴い陶生病院経由の運行開始と五位塚団地停留所を新設した。また、路線名を瀬戸北線からしなの線に変更した。
2021年4月1日より路線バスしなの線の「陶生病院前」停留所が廃止された。陶生病院の利用者は、陶生病院停留所が最寄りの停留所となる。
しなの線は陶生病院へは8時から17時まで乗り入れており、当該時間帯の系統番号にはHが付いている（それ以外の時間帯における陶生病院の利用者は瀬戸市役所北停留所が最寄り）。

### 水野循環線（瀬戸水野（A）線）
- 【20】（左回り循環）新瀬戸駅 → 瀬戸市民公園 → 中水野駅 → 水野団地 → 新瀬戸駅
- 【21】（左回り循環）陶生病院 → 瀬戸市民公園 → 中水野駅 → 水野団地 → 新瀬戸駅 → 陶生病院
- 【22】（右回り循環）新瀬戸駅 → 水野団地 → 中水野駅 → 瀬戸市民公園 → 新瀬戸駅
- 【23】（右回り循環）陶生病院 → 新瀬戸駅 → 水野団地 → 中水野駅 → 瀬戸市民公園 → 陶生病院

午前は左回り、午後は右回りで運行。陶生病院発着は日中のみ。元は国鉄バス時代に国道155号線を高蔵寺駅まで運行していた系統の支線である。愛知環状鉄道開通以降、徐々に運行系統が整理されていき最終的に残っていた水野地区循環系統が名鉄バスに引き継がれた。2020年4月1日より陶生病院に乗り入れ開始。また、瀬戸水野郵便局・瀬戸市民公園・北松山町経由に経路変更された。
朝にはわずかに【21】新瀬戸駅発左回り陶生病院行きの設定があり、新瀬戸駅を2回通過する。

### コミュニティバス
詳細は各リンク先を参照。
- 長久手市N-バス
- 日進市くるりんばす

### かつて担当していた路線
- 瀬戸駅前 - (直行) - 愛・地球博記念公園駅
  - 2022年11月1日から2023年3月31日まで、平日のジブリパーク開園日のみ実証運行されていて、乗車すると記念に特製カードが配布されていた。

- 赤池駅 - 公園西駅
  - 赤池駅 - 蟹甲 -米野木 - 名古屋商科大学 - 愛・地球博記念公園西口 - 公園西駅
    - 2023年10月1日より、名古屋市営地下鉄鶴舞線、名鉄豊田線の赤池駅より、名古屋商科大学、愛・地球博記念公園西口を経由して、公園西駅を結ぶ路線バスの試験運行が開始された。当初2024年3月31日までの予定であったが、2024年4月より、特定日運行として引き続き運行されている[注釈 17]。2024年10月1日より、豊田営業所に移管された[注釈 18]。
- 名商大スクールバス
  - 公園西駅 - 名商大 - 名商大前
  - 赤池駅 - (直行) - 名商大前 - 名商大
  - 赤池駅 - 浅田西 - 蟹甲 - 米野木 - 名商大前 - 名商大
    - スクールバスではあるが、一般客も利用可能。赤池駅発着便の一部は浅田西から米野木までの各停留所でも乗降できる[注釈 19]。2024年10月1日より、豊田営業所に移管された[注釈 18]。

### 備考
- 瀬戸北線と瀬戸循環線は2009年10月1日より、JR東海バスから引き継いだ路線である。
- ｢菱野団地｣というバス停は存在せず、萩山台北・センター前・萩山台南・八幡台東・八幡台西・原山台西・原山台東の7停留所をまとめて菱野団地と呼んでいる。
  - 本地ヶ原線【35】・東山線【40】・【41】の菱野団地行きは、原山台西から団地内を時計回りに一周し、八幡台西で終点となる。逆に菱野団地からの名鉄バスセンター行き・藤が丘行きは原山台西始発で団地内を時計回りに一周し、八幡台西から各方面へ運行する。
  - 東山線【16】・【16H】・【17H】の菱野団地行きは、萩山台北から団地内を時計回りに一周し、原山台東から継続して瀬戸駅前方面へ戻るため、事実上は循環部分の乗り通しが可能だが、運賃精算時にエラーとなる。また前述の通り、朝に萩山台北始発で団地内を時計回りに一周したのち瀬戸駅前まで運行する便と、夜に瀬戸駅前始発で団地内を時計回りに一周したのち原山台東止まりとなる便がわずかに設定されている。

## 廃止路線
- 名鉄バスセンター - 東大曽根 - 小幡 - 印場 - 四軒家 - 長久手役場前 - 長久手車庫
- 日進駅 - 五色園
- 名鉄バスセンター - 栄 - 引山 - 岩作 - 愛知青少年公園（基幹バス）[注釈 20]
- 名鉄バスセンター - 栄 - 引山 - みどりが丘 - 旭団地（基幹バス）
- 名鉄バスセンター - 栄 - 引山 - 長久手高校前 - 尾張旭向ヶ丘（基幹バス）
- 藤ヶ丘 - 愛知青少年公園 - 陶磁資料館[注釈 20]
- 藤ヶ丘 - 名古屋空港
- 藤ヶ丘 - 長久手住宅 - 砂子 - 竹の山 - 日進駅（後に、長久手古戦場駅 - 日進市役所前 - 日進駅）
- 藤ヶ丘 - 愛知工業大学[注釈 20]
- 藤ヶ丘 - （快速・グリーンロード） - 菱野団地[注釈 20]
- 藤ヶ丘 - 農業試験場前
- 県立大学 - 八草駅
- 藤が丘 - 長久手郵便局 - 長久手役場前 - 長久手古戦場駅
- 藤ヶ丘 - 愛知学院大学東 - 岩藤 - 米野木駅
- 石神・赤池駅 - 中部国際空港（空港特急バス 赤池・中部国際空港線）
- 長久手古戦場駅 - 五色園
- 藤ヶ丘 - 四軒家 - みどりが丘 - 旭団地（一時期、長久手車庫 - 長久手住宅 - 藤ヶ丘 - 四軒家 - 旭団地の直通便も存在）
- 藤が丘 - 印場駅 - 三郷 - 森林公園ゴルフ場前
- 藤が丘 - 印場駅 - 志段味スポーツランド - 中志段味
  - 市バス藤丘12系統と重複する区間が多かったため廃止後に停留所を追加して対応[注釈 21]。
- 長久手古戦場駅 - 日進市役所前 - 日進駅
- 星ヶ丘 - 梅森坂口 - 日進市役所 - 本米野木 - 名商大前
- 赤津 - 雲興寺（ただし、雲興寺まつりの日には尾張瀬戸駅から臨時バスが運行される）
- 新瀬戸駅 - 瀬戸商工会議所前 - 瀬戸駅前 - 陶栄町 - 菱野団地（循環）

## 車両

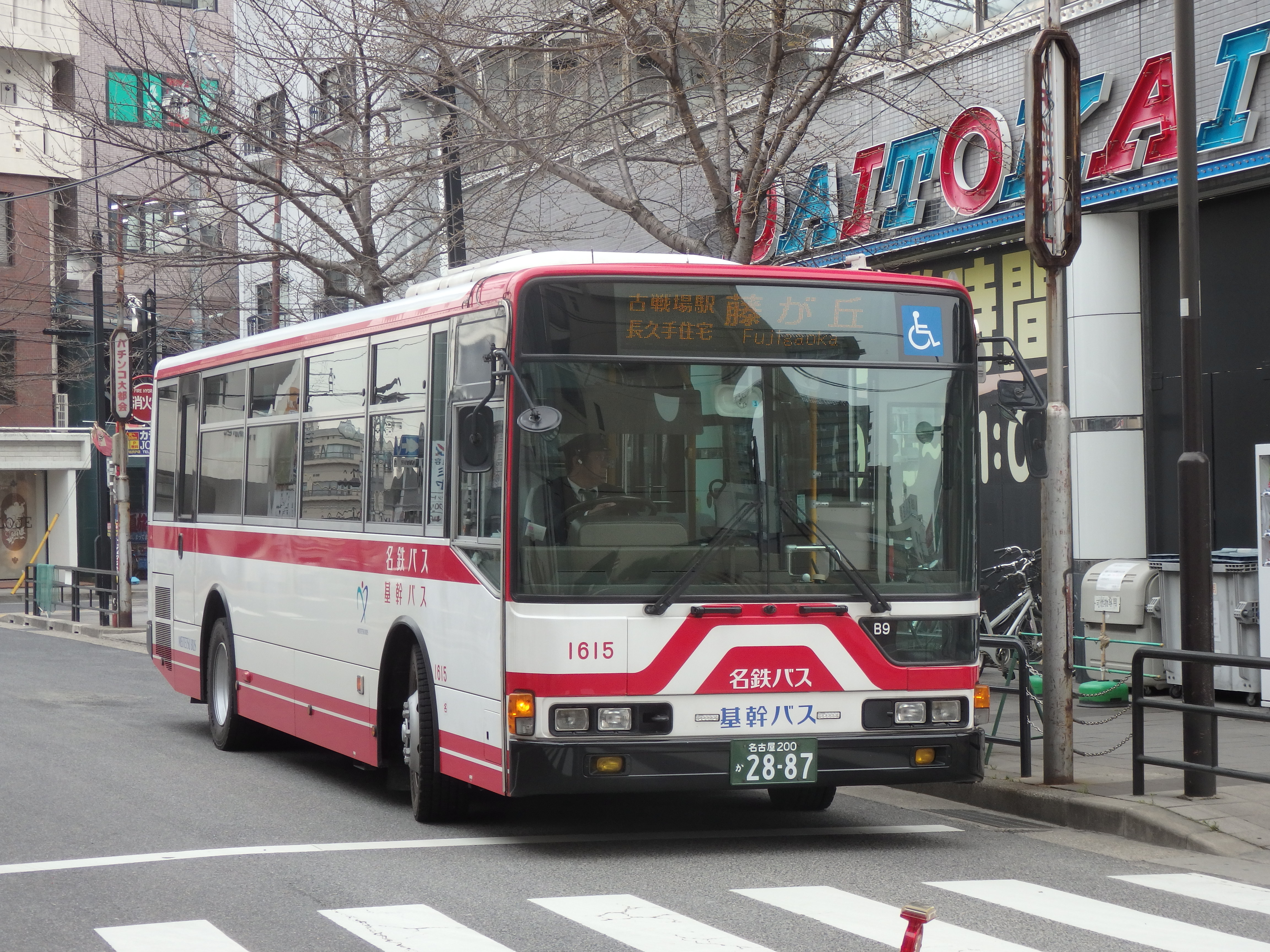
名古屋営業所配置の基幹バス仕様のエアロスター 1615号車

- 三菱ふそう・エアロエース - 貸切・都市間高速バス・中部国際空港特急バス用
- 三菱ふそう・エアロスター
- 三菱ふそう・エアロミディMK - 中型路線車
- 日野・セレガ - 都市間高速バス・中部国際空港特急バス用
- 日野・レインボー
- いすゞ・エルガミオ
- 日野・ポンチョ - N-バス・くるりんばす専用車に加えて、名鉄バス塗装の共通予備車が在籍する。名鉄バス塗装の車両は瀬戸駅前 - 一里塚 - 赤津間の路線で運用されることがある。
- BYD・J6 - N-バス用の小型電気バス（名鉄バス塗装とN-バス塗装のが存在する）。

かつては基幹バス専用車として、エアロスターエコハイブリッドが所属していたが、2013年に転属したエアロスターノンステップより置き換えられ、一般バスに降格し、他営業所へ転出したため、現在は消滅している（車両そのものも現在は全廃）。なお、三菱ふそう・エアロエースは、貸切バスならびに都市間高速バス名古屋・高針線と中部国際空港特急バスで、日野・セレガは、都市間高速バス名古屋・高針線と中部国際空港特急バスで使用されている。かつては路線バスを中心に、日野車も数多く在籍していたが、廃車や転属（元々所属していた豊田営業所への復帰）に伴い、路線バスの日野車は中型車のレインボーと小型車のポンチョが在籍するのみである。

## その他
- 基幹バス用車両であっても、基幹バス以外の路線で運用されることがある（その逆はない）。
- 液晶式運賃表示機になる前は、当営業所と、名古屋中央営業所の路線バスのみ指月電機製の案内装置を使用していたため[注釈 23]、車内アナウンスが他の営業所と異なる声であった。
  - 基幹バス用車両のうち、液晶式の運賃表示器を装備するものはレシップ製の案内装置に換装され、機械による音声合成が採用されている。
  - それ以外の車両は、岐阜乗合自動車や名鉄東部観光バス（サンライズバスなど）と同じアナウンサーの音声が採用されている。
- 当営業所の路線（基幹・一般）バスは、前面行先表示幕（またはLED表示）の行先部分に、必ず英字が併記されている。
- 2007年5月に発生した長久手町で発生した発砲立てこもり事件の影響により、2日間に亘って関係する路線の運休、経路迂回の措置が取られた。
- 2016年7月に運行を開始した豊鉄バスの高速バス山の湊号と2022年11月より特定日にモリコロパークまで延長運行される名阪近鉄バスの高速バスにしみのライナーが折り返しまでの待機場所として入庫する。
- ダイヤの都合上名鉄バスセンター - 本営業所間の長距離回送が存在する。主に愛知県道60号名古屋長久手線 - 愛知県道6号力石名古屋線（広小路通・東山通・グリーンロード）経由で回送される。